# هربرت فویرر
هربرت فویرر (آلمانی: Herbert Feurer؛ زادهٔ ۱۴ ژانویهٔ ۱۹۵۴) بازیکن فوتبال اهل اتریش بود.
از باشگاه‌هایی که در آن بازی کرده‌است می‌توان به باشگاه فوتبال راپید وین اشاره کرد.
وی همچنین در تیم ملی فوتبال اتریش بازی کرده‌است.